# Solaster endeca
Solaster endeca, tên thông dụng trong tiếng Anh gồm có sao mặt trời tía (purple sunstar), sao mặt trời phương bắc (northern sunstar) và sao mặt trời mượt (smooth sun star), là một loài sao biển trong họ Solasteridae.

## Đồng âm

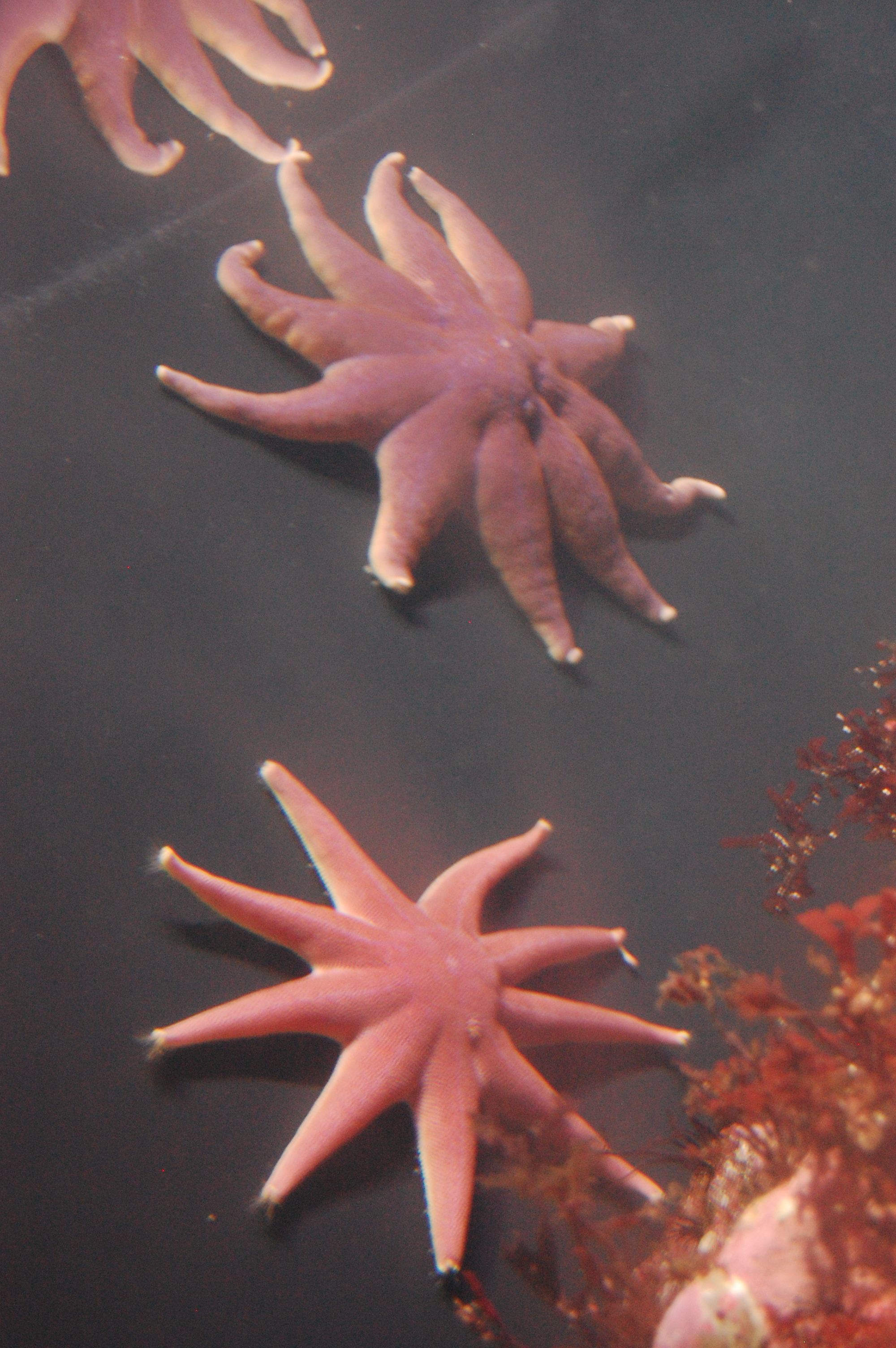
Solaster endeca tại Bể cá New England, Boston, Massachusetts

- Asterias alboverrucosa Brandt, 1835
- Asterias aspera O.F. Müller, 1776
- Asterias endeca Linnaeus, 1771
- Asterias rumphii Parelius, 1768
- Solaster endeca decemradiata Sladen, 1889
- Solaster galaxides Verrill, 1909
- Solaster intermedius Sluiter, 1895
- Stellonia endeca L. Agassiz, 1836